# Liste der mexikanischen Kinofilme 1933
Die Liste der mexikanischen Kinofilme des Jahres 1933 führt alle in diesem Jahr in Mexiko gedrehten Langfilme auf. Insgesamt gab es in diesem Jahr 21 mexikanische Produktionen. Die in dieser Liste aufgeführten Informationen basieren auf David E. Wilts Buch „The Mexican Filmography 1916 through 2001“, der die vollständigste Filmographie für Mexiko vorgelegt hat.

## Legende
- Titel: Nennt soweit vorhanden den offiziellen deutschen Filmtitel, andernfalls den spanischen Originaltitel.
- Regisseur: Nennt den Regisseur oder die Regisseure des Films.
- Genre: Nennt die Genrezuordnung.
- Darsteller: Nennt drei Hauptdarsteller.
- Besonderheiten: Führt Besonderheiten und Hintergründe zum Film auf.

## Filmliste
| Titel                                         | Regisseur                        | Genre                                      | Darsteller                                                    | Besonderheiten |
| --------------------------------------------- | -------------------------------- | ------------------------------------------ | ------------------------------------------------------------- | --- |
| Águilas de América                            | Manuel R. Ojeda                  | Filmdrama                                  | Carlos Villatoro Mercedes Soler Carlos Formar                 | |
| Almas encontradas                             | Raphael J. Sevilla               | Melodrama                                  | Juan José Martínez Casado Amparo Arozamena Joaquín Busquets   | |
| La Calandria                                  | Fernando de Fuentes              | Melodrama                                  | Carmen Guerrero Franco Paco Berrondo Adria Delhort            | |
| El compadre Mendoza                           | Fernando de Fuentes              | Revolutionäres Melodrama                   | Alfredo del Diestro Carmen Guerrero Franco Antonio R. Frausto | |
| Corazones en derrota                          | Rubén C. Navarro                 | Melodrama                                  | María Luisa Zea Arturo Campoamor Aurora Bermßudez             | |
| Enemigos                                      | Chano Urueta                     | Revolutionäres Filmdrama                   | Gaby Sorel Joaquín Busquets Miguel M. Delgado                 | |
| El héroe de Nacozari                          | Guillermo Calles                 | Abenteuerfilm Filmdrama                    | Ramón Pereda Lucha Díaz Antonio R. Frausto                    | Existierendes Promotionsmaterial bezeichnet den Film auch als Jesús Garcia, el héroe de Nacozari.                                      |
| Juárez y Maximiliano (La caida de un imperio) | Miguel Contreras Torres          | Historienfilm                              | Medea de Novara Enrique Herrera Alfredo del Diestro           | Der Film war einer der größten Erfolge im mexikanischen Kino des Jahrs 1930.                                                           |
| La Llorona                                    | Ramón Peón                       | Historienfilm Phantastischer Film Thriller | Ramón Pereda Virginia Zuri Carlos Orellana                    | |
| La mujer del puerto                           | Arcady Boytler                   | Melodrama                                  | Andrea Palma Domingo Soler Joaquín Busquets                   | Der Film wurde 1949 und 1991 erneut verfilmt.                                                                                          |
| La noche del pecado                           | Miguel Contreras Torres          | Melodrama                                  | Ernesto Vilches Ramón Pereda Medea de Novara                  | |
| Pecados de amor                               | David Kirkland                   | Melodrama                                  | Beatriz Ramon Angel T. Sala José Luis Jiménez                 | Es war einer von zwei Filmen, die der Hollywood-Regisseur Kirkland in Mexiko drehte.                                                   |
| El prisionero trece                           | Fernando de Fuentes              | Melodrama Historienfilm Revolutionsfilm    | Alfredo del Diestro Luis G. Barreiro Adela Sequeyro           | Aufgrund von Zensur musste das Ende des Films geändert werden. 1950 wurde El prisonero trece als Sentenciado a muerte erneut verfilmt. |
| Profanación                                   | Chano Urueta                     | Thriller                                   | Julio Villarreal Graciela Muñoz Peza Fernando A. Rivero       | |
| El pulpo humano                               | Jorge Bell                       | Melodrama                                  | Margot Erbeya Arturo Campoamor Elena San Martín               | |
| Sagrario                                      | Ramón Peón                       | Melodrama                                  | Ramón Pereda Adrana Lamar María Luisa Zea                     | |
| La sangre manda                               | José Bohr                        | Filmdrama                                  | José Bohr Virginia Fábregas Elisa Robles                      | |
| Su última canción                             | John H. Auer Fernando de Fuentes | Melodrama                                  | Alfonso Ortiz Tirado María Luisa Zea Victor Urruchúa          | Auer gab die Regie des Films auf und er wurde von de Fuentes fertiggestellt.                                                           |
| Tiburón                                       | Ramón Peón                       | Filmkomödie                                | Joaquín Coss Luis G. Barreiro Julio Villarreal                | 1946 als Don Simón de Lira erneut verfilmt.                                                                                            |
| El Tigre de Yautepec                          | Fernando de Fuentes              | Historienfilm Abenteuerfilm                | Pepe Ortiz Lupita Gallardo Adria Delhort                      | |
| El vuelo de la muerte                         | Guillermo Calles                 | Melodrama                                  | Ramón Pereda Adriana Lamar Jorge del Moral                    | |